# Эстонская философия
Эстонская философия — собирательное название философского наследия мыслителей эстонского происхождения, а также философов, живших или живущих на территории Эстонии.

## Проблема определения границ эстонской философии
В связи культурно-историческими особенностями четко определить границы понятия «эстонская философия» сложно. Если ограничить эстонскую философию только работами философов эстонского происхождения, написанными на эстонском языке, то её зарождение совпадает со временем введения преподавания на эстонском языке в Тартуском университете, крупнейшем образовательном учреждении страны. Тогда мы исключим из эстонского наследия философов, писавших на латыни, немецком и русском языках, не имевших эстонского происхождения, но связанных с Эстонией и эстонской культурой. И, наоборот, в ряды эстонских философов попадут выходцы из Советской России, печатавшие свои идеологические статьи на эстонском языке.
Современный эстонский философ Маргит Сутроп считает, что нельзя не учитывать деятельность эстонцев, писавших на других языках, иностранных ученых, работавших на территории Эстонии и связанных с эстонской культурой, а также наследие эстонских ученых, работавших и работающих за границей, потому что тогда получится, что эстонской философии, как связной научной системы просто не существует.
Проблема определения границ эстонской философии остается открытой. Можно выделить два основных направления их определения — территориальное, а также культурно-языковое и национальное определение.

### Территориальное определение
Под эстонской философией понимается философия в Эстонии, то есть, философская деятельность, которая развивается на территории Эстонии или осуществляется эстонскими учеными, связана с Эстонией, эстонской культурой и эстонскими научными и образовательными учреждениями.
В основе территориального определение лежит указание именно на страну, а не на народ и язык. Чтобы философия являлась эстонской, она должна иметь какую-то связь с Эстонской республикой или другими эстонскими объединениями, но может быть написана на иностранном языке.
Согласно территориальному определению, эстонскими философами являются, например, Якоб фон Икскюль, Готтлоб Вениамин Йеше и другие.

### Культурно-языковое и национальное определение
Согласно культурно-языковому и национальному определению, эстонская философия должна быть связана с эстонской культурой, языком и народом. Философские проблемы должны трактоваться для эстонского контекста, по возможности использоваться эстонские термины (а не латинские и немецкие, например).
Эстонский писатель и мыслитель Мадис Кыйв считал, что эстонскую философию нужно искать в эстонской литературе.
Согласно культурно-языковому и национальному определению, эстонскими философами можно назвать Яна Каплинского, Уку Мазинга и других.

## Основные периоды, представители и направления
Философия в Эстонии зародилась из схоластики, когда регион подвергся христианизации. В 1268 году монах-доминиканец по имени Маурикиус, возможно, эстонского происхождения, поехал из Ревеля в Кёльн, а затем в Париж, изучать богословие. Предполагается, что его учителем был Фома Аквинский. По возвращении в Ревель Маурикиус читал лекции по схоластике. Считается, что он внес уникальный вклад как в преподавание, так и в развитие схоластических принципов в данном регионе.
Следующей важной вехой для развития эстонской философии было основание Тартуского университета в 1632 году и, наряду с другими, факультета философии. Философия тогда делилась на два раздела: теоретический, включающий логику, математику, физику и метафизику, а также практическую философию, занимавшуюся этикой и политикой. С тех пор вся философская жизнь Эстонии будет так или иначе связана с университетом.
Первым эстонцем, которого избрали профессором философии, стал Александр Каелас. Это произошло в 1919 году, но Каелас умер, не успев вступить в должность.
После вхождения Эстонии в состав СССР в 1940 году эстонская философия идеологизируется, но после смерти Сталина идеологический гнёт ослабляется, пишутся исследования по теории этики, эстетики, теории познания и философии науки.
Юрий Лотман, литературовед и семиотик, основатель московско-тартуской школы, отрицал свою связь с философией, однако его сын Михаил Лотман утверждает, что основные принципы московско-тартуской школы берут начало в кантианстве.
В постсоветский период Мадис Кыйв создал в Тартуском университете семинар по аналитической философии.
После открытия границ многие эстонские ученые стажировались в Западной Европе, а затем занимались переводами современных философских трудов на эстонский язык.
Самым знаменитым эстонским философом, работавшим за границей, является Ильмар Таммело. Он специализировался на философии права и юридической логике. Известным философом является также Юрий Пальвисте, работавший в США.